# أولاد بن ديناربني شبل (أهل وادزا)
أولاد بن ديناربني شبل هي إحدى مشيخات المملكة المغربية، تتبع جغرافيا لإقليم تاوريرت وإداريًا لأهل وادزا. يقدر عدد سكانها بـ 1304 نسمة حسب الإحصاء الرسمي للسكان والسكنى لسنة 2004.